# Attention: Miley Live
Attention: Miley Live es el tercer álbum en vivo de la cantante estadounidense Miley Cyrus. Lanzado el 1 de abril de 2022 por Columbia Records. La mayor parte del álbum, exceptuando la pista 'Attention', se grabó durante su concierto como parte del Super Bowl Music Fest en el Crypto.com Arena de Los Ángeles el 12 de febrero de 2022, con la lista de canciones que ha interpretado de anteriores materiales de estudio como Plastic Hearts (2020), She Is Coming (2019), Miley Cyrus & Her Dead Petz (2015), Bangerz (2013), The Time of Our Lives (2009), Breakout (2008) y Meet Miley Cyrus (2007), junto con algunas canciones versionadas. El álbum también incluye dos pistas inéditas: «Attention» y «You». Cyrus mencionó que el álbum fue «comisariado por los fanáticos para los fanáticos»

## Antecedentes
Cyrus anunció el álbum al final de su presentación en Lollapalooza Brasil en São Paulo el 27 de marzo de 2022. «You» se interpretó por primera vez durante el especial Miley's New Year's Eve Party en Miami el 31 de diciembre de 2021, mientras que un adelanto de «Attention» fue tocado durante el concierto del Super Bowl Music Fest en el que se grabó el álbum en febrero de 2022. Los vídeos musicales de «We Can't Stop x Where Is My Mind?», «Wrecking Ball x Nothing Compares 2 U», «Never Be Me» y «Like a Prayer» se estrenaron el 28, 29, 30 de marzo y 1 de abril de 2022, respectivamente.
El 25 de abril la cantante anunció la edición de lujo del disco para el 29 de abril con cinco nuevas canciones y una interpretación más de «You», las cuales formaron parte de su gira de festivales en Sudamérica titulada Attention Tour, incluyendo una colaboración con la cantante brasileña Anitta. Ella comentó sobre la incorporación de «Angels Like You» en su concierto en Colombia en agradecimiento porque la canción llegó al puesto número uno en iTunes en ese país y porque sus fans cantaron la canción toda la noche afuera del hotel donde se hospedaba en Bogotá.

## Recepción crítica
Emily Swingle de Clash elogió la voz versátil de la cantante y dijo que «la voz de Cyrus es realmente una fuerza a tener en cuenta, que se adapta perfectamente a cualquier género que elija abordar. Desde el juguetón golpe de hip-hop country que es «4x4», el rap pesado de «23», hasta la rica versión blues de «Maybe» de Janis Joplin, parece que Cyrus puede encajar en casi cualquier género en el que meta sus patas». El escritor Dani Blum de Pitchfork elogió las portadas del álbum, pero cuestionó la inclusión de canciones menores del catálogo de Cyrus como «23» diciendo: «Cyrus suena débil, ahogada por la sirena que gira constantemente y que sustenta la canción. Es discordante escuchar estas canciones ahora, y la apropiación se convirtió en su legado. Durante años, Cyrus se aferró a los estilos y la estética del hip hop, creando controversia tras controversia, pero aquí, suena apenas comprometida con el tramo de canciones de Bangerz».

## Lista de canciones
- Edición estándar

| Attention: Miley Live |                                                | |                                                                        |          |  |
| N.º                   | Título                                         | Escritor(es) | Publicación original                                                   | Duración |  |
| 1.                    | «ATTENTION»                                    | Miley Cyrus y Maxx Morando | inédita                                                                | 1:35     |  |
| 2.                    | «We Can't Stop X Where Is My Mind?» (Live)     | Cyrus, Timothy Thomas, Theron Thomas, Pierre Slaughter, Michael Williams II, Douglas Davis, Ricky Walters y Charles Thompson IV | Bangerz (2013) X cover de Pixies                                       | 5:34     |  |
| 3.                    | «Plastic Hearts» (Live)                        | Cyrus, Ryan Tedder, Alexandra Tamposi, Andrew Wotman y Louis Bell                                                               | Plastic Hearts (2020)                                                  | 3:26     |  |
| 4.                    | «Heart of Glass» (Live)                        | Debbie Harry y Christopher Stein                                                                                                | cover de Blondie, Plastic Hearts                                       | 3:07     |  |
| 5.                    | «4x4» (Live)                                   | Cyrus, Pharrell Williams y Cornell Haynes Jr.                                                                                   | Bangerz                                                                | 3:00     |  |
| 6.                    | «(SMS) Bangerz» (Live)                         | Cyrus, Sean Garrett, Marquel Middlebrooks y Williams II                                                                         | Bangerz                                                                | 3:20     |  |
| 7.                    | «Dooo It!» (Live)                              | Cyrus, Wayne Coyne, Steven Drozd y Dennis Coyne                                                                                 | Miley Cyrus & Her Dead Petz, 2015                                      | 1:08     |  |
| 8.                    | «23» (Live)                                    | Cyrus, T. Thomas, T. Thomas, Slaughter, Williams II, Jordan Houston y Cameron Thomaz                                            | sencillo sin álbum (2013)                                              | 8:54     |  |
| 9.                    | «Never Be Me» (Live)                           | Cyrus, Ilsey Juber y Mark Ronson                                                                                                | Plastic Hearts                                                         | 3:33     |  |
| 10.                   | «Maybe» (Live)                                 | Richie Barrett | cover de Janis Joplin                                                  | 4:07     |  |
| 11.                   | «7 Things» (Live)                              | Cyrus, Timothy James y Antonina Armato                                                                                          | Breakout (2008)                                                        | 3:40     |  |
| 12.                   | «Bang Bang X See You Again» (Live)             | Cyrus, James, Armato y Sonny Bono                                                                                               | cover de Cher X Meet Miley Cyrus (2007)                                | 4:32     |  |
| 13.                   | «Jolene» (Live)                                | Dolly Parton | cover de Dolly Parton                                                  | 4:26     |  |
| 14.                   | «High» (Live)                                  | Cyrus, Caitlyn Smith y Jennifer Decilveo                                                                                        | Plastic Hearts                                                         | 3:29     |  |
| 15.                   | «You» (Live)                                   | Cyrus, Bibi Bourelly, Michael Pollack y Ian Kirkpatrick                                                                         | inédita inicialmente, luego incluida en Endless Summer Vacation (2023) | 3:01     |  |
| 16.                   | «Like a Prayer» (Live)                         | Madonna Ciccone y Patrick Leonard                                                                                               | cover de Madonna                                                       | 3:27     |  |
| 17.                   | «Edge of Midnight (Midnight Sky Remix)» (Live) | Cyrus, Juber, Jonathan Bellion, Tamposi, Wotman y Stevie Nicks                                                                  | Plastic Hearts                                                         | 3:40     |  |
| 18.                   | «The Climb» (Live)                             | Jessi Alexander y Jonathan Mabe                                                                                                 | Hannah Montana: The Movie (2009)                                       | 6:00     |  |
| 19.                   | «Wrecking Ball X Nothing Compares 2 U» (Live)  | Cyrus, Sacha Skarbek, Maureen McDonald, Stephan Moccio, Lukasz Gottwald, Henry Walter y Prince Nelson                           | Bangerz                                                                | 5:13     |  |
| 20.                   | «Party in the U.S.A.» (Live)                   | Jessica Cornish, Claude Kelly y Gottwald                                                                                        | The Time of Our Lives (2009)                                           | 7:00     |  |
| 82:12                 |                                                | |                                                                        |          |  |

- Edición especial

| Attention: Miley Live — Edición de lujo |                                                         |                                                                                        |                                                                 |          |  |
| N.º                                     | Título                                                  | Escritor(es)                                                                           | Publicación original                                            | Duración |  |
| 21.                                     | «WTF Do I Know» (Live)                                  | Cyrus, Tedder, Tamposi, Wotman y Bell                                                  | Plastic Hearts                                                  | 2:59     |  |
| 22.                                     | «Mother's Daughter X Boys Don't Cry» (con Anitta; live) | Cyrus, Wyatt, Alma Miettinen, Anitta, Bibi Bourelly, Burns, Rami Yacoub y Sean Douglas | She Is Coming (2019) X Versions of Me (2022)                    | 5:21     |  |
| 23.                                     | «You» (Toma 2; live)                                    | Cyrus, Bourelly, Pollack y Kirkpatrick                                                 | inédita inicialmente, luego incluida en Endless Summer Vacation | 3:09     |  |
| 24.                                     | «Nothing Breaks Like a Heart» (Live)                    | Ronson, Juber, Clement Picard, Maxime Picard, Conor Szymanski, Cyrus y Thomas Brenneck | Late Night Feelings (2019)                                      | 3:54     |  |
| 25.                                     | «Angels Like You» (Live)                                | Cyrus, Tedder, Bellion, Tamposi, Wotman y Bell                                         | Plastic Hearts                                                  | 4:10     |  |
| 26.                                     | «Fly on the Wall» (Live)                                | Cyrus, Armato, James y Devrim Karaoglu                                                 | Breakout                                                        | 3:03     |  |
| 1:04:48                                 |                                                         |                                                                                        |                                                                 |          |  |

Notas
- Todas las pistas se indican como «En vivo», excepto «Attention».
- «Attention» está estilizado en mayúsculas.

## Personal
Músicos
- Miley Cyrus – voz principal
- Aaron Encinas – voz de apoyo
- Ayotunde Awosika – voz de apoyo
- Danielle Fleming – voz de apoyo
- Joseph Ayotub – bajo
- Stacy Jones – batería
- Jamie Arentzen – guitarra
- Max Bernstein – guitarra
- Michael Schmid – teclado
- Demian Arriaga – percusión
- Steven Salcedo – saxofón
- Reginald Chapman – trombón
- Matthew Owens – trompeta

Técnico
- Miley Cyrus – producción
- Chris Gehringer – masterización
- Paul David Hager – mezcla, ingeniería, grabación
- Vish Wadi – ingeniería
- Craig Frank – edición, asistencia de ingeniería
- Cameron Manes – producción miscelánea
- Cody Clark – producción miscelánea
- David Jun – producción miscelánea
- Derek Purciful – producción miscelánea
- Evan Bovee – producción miscelánea
- Kyle Ronan – producción miscelánea
- Takyuki Nakai – producción miscelánea

## Posicionamiento en listas
| País (Lista 2022)                                 | Mejor posición |
| ------------------------------------------------- | -------------- |
| Bélgica (Ultratop flamenca)                       | 151            |
| República Checa (ČNS IFPI)                        | 49             |
| Irlanda (IRMA)                                    | 98             |
| España (PROMUSICAE)                               | 71             |
| Suiza (Schweizer Hitparade)                       | 46             |
| Reino Unido (UK Album Downloads)                  | 5              |
| Estados Unidos US Current Album Sales (Billboard) | 63             |

## Historial de lanzamiento
| País   | Fecha               | Formato                      | Versión  | Discográfica     | Ref.   |
| ------ | ------------------- | ---------------------------- | -------- | ---------------- | ------ |
| Varios | 1 de abril de 2022  | Descarga digital y streaming | Estándar | Columbia Records | [ 17 ] |
| Varios | 29 de abril de 2022 | Descarga digital y streaming | De lujo  | Columbia Records | [ 6 ]  |